# حديقة كهف أونونداغا العامة
حديقة كهف أونونداغا العامة (بالإنجليزية: Onondaga Cave State Park)‏؛ هو كهف يقع في مقاطعة كراوفورد في الولايات المتحدة. وهو أحد الحدائق العامة في ولاية ميزوري.

## السياحة
يعد «حديقة كهف أونونداغا العامة» أحد مواقع الجذب السياحي في مقاطعة كراوفورد في ولاية ميزوري الأمريكية.